# Михайловка (Новомосковский район)
Миха́йловка (укр. Михайлівка) — село,
Михайловский сельский совет,
Новомосковский район,
Днепропетровская область,
Украина.
Код КОАТУУ — 1223283501. Население по переписи 2001 года составляло 1130 человек .
Является административным центром Михайловского сельского совета, в который, кроме того, входит село
Левенцовка.

## Географическое положение
Село Михайловка находится на берегу реки Богатенькая, недалеко от её истоков,
ниже по течению на расстоянии в 3 км расположено село Панасовка.
Река в этом месте пересыхает, на ней сделано несколько запруд.

## История
- Основано в 1872 году как село Магденовка.
- 1900 год — переименовано в село Михайловка.

## Объекты социальной сферы
- Школа.
- Детский сад.
- Фельдшерско-акушерский пункт.